# Olvir Hnufa
Olvir Hnufa o Ölvir hnúfa Kåresson (nórdico antiguo: Ǫlvir hnúfa, n. 820) fue un vikingo, hersir y escaldo de Noruega de finales del siglo IX y principios del siglo X; es conocido por la mención en la saga de Egil, Skáldatal y la Edda prosaica. Olvir era hijo de Berle-Kari y cuñado de Kveldulf Bjalfason (quien casó con la hermana de Olvir, Salbjorg); por lo tanto era tío de Skalla-Grímr Kveldulfsson y Thorolf Kveldulfsson y tío abuelo del famoso poeta Egill Skallagrímsson. Olvir también tenía un hermano llamado Eyvind Lambi. Olvir era un miembro destacado de la corte del rey Harald I de Noruega, que unió los reinos de Noruega bajo la misma corona entre el siglo IX y X. Entre otros famosos escaldos, sirvió como uno de los poetas de la corte. También sirvió como guerrero en el séquito real, y luchó en el barco insignia del rey Harald en la batalla de Hafrsfjord. Es un personaje más conocido por el papel desempeñado en la trifulca entre Harald y el pariente de Olvir, Thorolf Kveldulfsson, que fue asesinado por orden real temeroso del presunto incremento de poder, instigado por terceros. Solo sobreviven pequeños fragmentos de la poesía de Olvir.

## Nombre
Ölvir se puede interpretar como "sacerdote del santuario/sacerdote sagrado". Su apodo "hnufa" sin embargo, es un misterio. Se ha traducido como "joroba"; pero se desconoce si corresponde a una descripción por un defecto físico. Se podría especular con "desairado" o "nariz respingona". El historiador Guðbrandur Vigfusson resaltó que según la ley nórdica, "'hnufa'" se refiere a un criado que ha sufrido una mutilación en la nariz por haber sido apresado tres veces por hurto; como apodo podría ser que se refiriese a algún daño corporal que Olvir hubiera sufrido.

## Vikingo
Como su hermano Eyvind, Olvir acompañó a su sobrino Thorolf Kveldulfsson en varias expediciones vikingas tras recibir como regalo un drakkar de su padre Kveldulf y sacó mucho provecho de sus incursiones. En el thing de Gaular, Olvir se enamoró de Solveig, hija del jarl en Fjordane llamado Atli el Delgado. El jarl se negó a conceder permiso para que se casara con la muchacha, y fue un golpe tan duro para él que abandonó su vida vikinga para estar al lado de su amada. Como escaldo de gran talento, compuso un número de poemas de amor para Solveig. Por razones que no se revelan en la saga, pero probablemente relacionado con el cortejo a Solveig, Olvir fue atacado por los hermanos de Solveig y lo dejaron medio muerto en su casa, justo tras la conquista de Møre del rey Harald. Atli no sobreviviría a este encuentro; tras la conquista de Møre y Fjordane, el gobierno de los nuevos territorios fue asignado a Rognvald Eysteinsson y Hákon Grjótgarðsson. Hákon y Atli pronto entrarían en conflicto por Sogn y lucharon en la batalla de Fjaler, bahía de Stafaness, en la cual Hákon murió. Atli fue seriamente herido en la batalla y llevado a una isla cercana, donde también murió.

## Vida en la corte del rey Harald
Tras escapar del ataque, Olvir se suma al séquito del rey Harald como escaldo de la corte, posición que conservaría por muchos años junto con otros escaldos como Þorbjörn Hornklofi y Þjóðólfr de Hvinir.
Olvir aplacó la ira del rey cuando Kveldulf rechazó rendir homenaje y unirse al hird armado. Junto con Barð Brynjolfsson, Thorolf y Eyvind Lambi, Olvir luchó en el mismo barco insignia del rey Harald en la batalla de Hafrsfjord (hacia 875-885). Al pasar los años, como resultado de difamaciones de los enemigos de Thorolf, y obteniendo Thorolf gran popularidad y poder en el norte de Noruega, Harald comenzó a verle como una amenaza; sin tener en cuenta las tentativas de Olvir por pormenorizar la deterioración de las relaciones entre los dos.
Incluso cuando el rey atacó la granja de Thorolf, Olvir todavía apeló para salvar la vida de su pariente. Cuando Thorolf murió asesinado por Harald, el rey dio su cuerpo a Olvir para el entierro. Olvir intentó convencer a Harald a pagar una compensación (wergeld), pero se negó justificando la traición de Thorolf. Al final, Olvir viajó a Fjordane para comunicar a Kveldulf y Skallagrim Kveldulfsson la muerte de su pariente. Skallagrim fue a ver al rey Harald junto con Olvir para reclamar el wergeld y fueron expulsados de la corte. Junto con su padre Kveldulf, y Ketil Trout, Skalla-Grimr tomó venganza matando a los culpables de la muerte de Thorolf y escaparon a Islandia.
Tras estos acontecimientos, Olvir suplicó a Harald permanecer en la corte y regresar a su hogar, diciendo que «no deseaba sentarse con los hombres que asesinaron a Thorolf». El rey, no obstante, se negó y en palabras de William Pencak, «Olvir, el constante pacificador, se vendió al rey, y es condenado a una vida de elogiar a los asesinos de su familia».
El destino de Olvir no se sabe, pues al contrario de sus parientes no hay constancia en la saga de matrimonio o descendencia.
Hauksbók contiene un relato titulado Skálda saga Haralds konungs hárfagra («Saga de los escaldos de Harald») que describe una expedición a Suecia emprendida por Olvir, Þorbjörn Hornklofi, y Auðunn illskælda para expiar una ofensa. La historicidad de tal expedición está discutida.

## Poesía
Snorri Sturluson menciona a Olvir en Skaldskaparmal como autor de una estrofa sobre el dios Thor:
"Æstisk allra landa umbgjörð ok sonr Jarðar." ("Todas las tierras envueltas [ Midgard por la serpiente o Jörmungandr ] y el hijo de Jörð [Thor] se vuelven violentas.")
Otro fragmento poético atribuido a Olvir, procede de Skáldatal y se lee: 
"Maðr skyldi þó molda megja hverr of þegja kenni-seiðs þó at kynni klepp-dæg Hárrs lægvar." ("Aún cada hombre debería saber sostener su propia paz").
William Pencak compara la carrera poética desfavorable de Olvir con su sobrino-nieto Egil: "Un tirano no necesita poetas sinceros para alabarle, y la carrera de Olvir ilustra el problema de los artistas y pensadores al servicio de fines políticos <...> la saga no menciona ninguno de sus poemas. Primero Olvir es esclavo de una mujer, luego de un rey. La diferencia entre su poesía y la de Egil demostrará las oportunidades que ofrece una sociedad libre y abierta para el talento."